# Casa de Salas
La casa de Salas fue una casa nobiliaria de Mallorca que se distinguió sobre todo en el xviii y formó parte de pacto de las Nou Cases . Desapareció a finales del mismo xviii y fue sucedida por los Veri y los Caro, marqueses de la Romana respectivamente. 
Se empezó a tener relevancia en el xv : entonces Bartolomé de Salas luchó contra los corsarios argelinos en varias ocasiones, y comienzan a aparecer miembros de esta familia con cargos de jurados, consejeros, alcaldes y veguers por el estamento de los ciudadanos. 
A lo largo de los siglos xvi y xvii consiguió pasar al estamento de los caballeros: en 1569 Gabriel de Salas obtuvo un real privilegio militar, en 1581 Jerónimo de Salas fue armado caballero y en 1612 otro Jerónimo de Salas obtuvo privilegio de nobleza.
El xvii, Antonio de Salas y de Verí se casó con Agnès de Caulelles y Fuster, y sus hijos heredaron vínculo, con gravamén de armas, de los Pacs-Fuster, casa cercana a la iglesia de Santa Cruz de Palma, conocida posteriormente como Can Salas, la casa solariega de la familia.
En 1592, Jerónimo de Salas y de Quint compró al caballero Miguel Juan de Santmartín unas casas en la calle de Sant Feliu, ampliadas en 1743 por Leonor de Salas y de Berga, propiedad conocida con el nombre de Can Salas Menor, pasó a Francisco Cotoner y Salas hijo de la antecendete y estuvo vinculada a la Casa de Cotoner hasta su venta 1825.

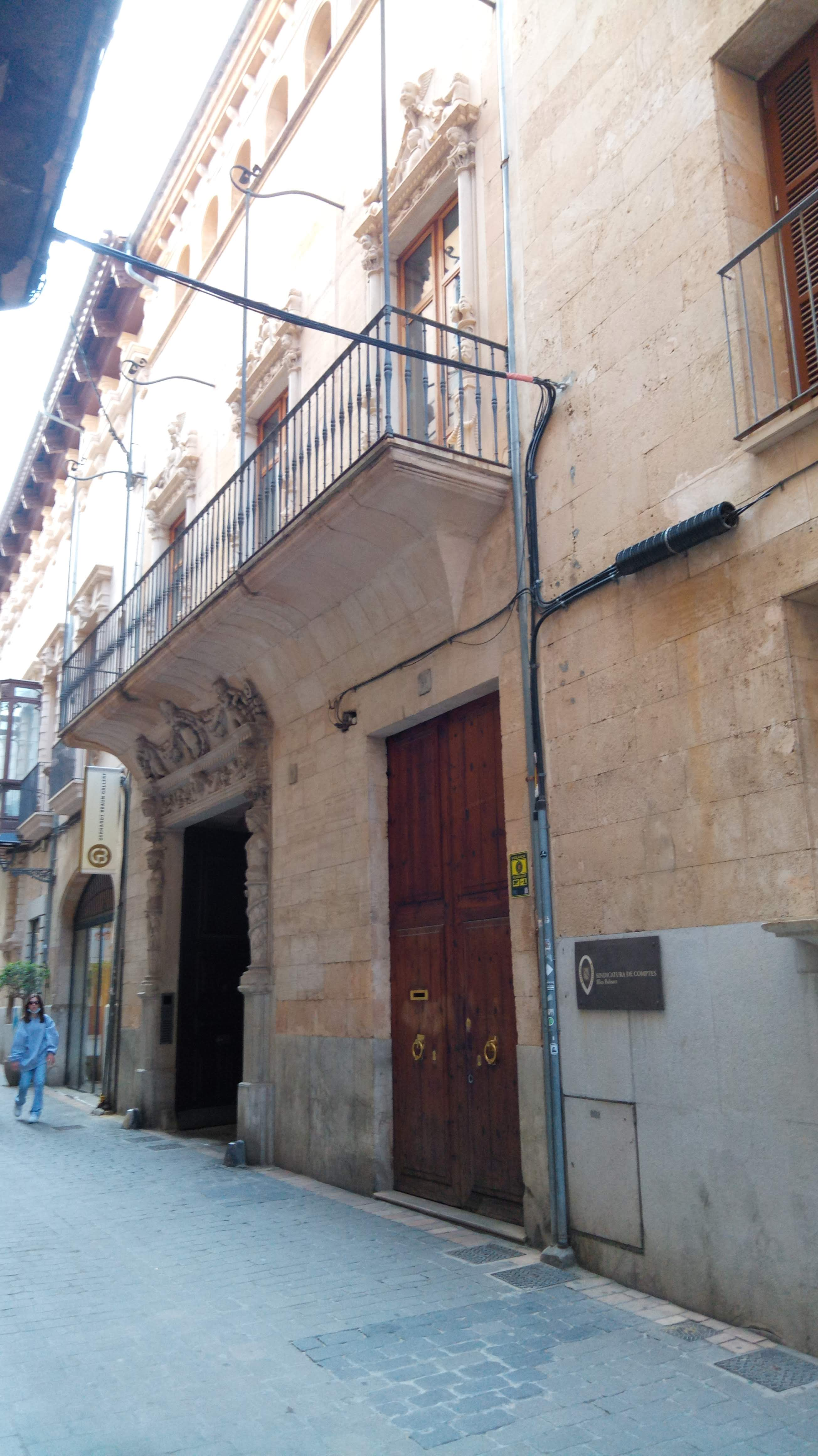
Can Salas Menor, de estilo manierista

El xvii entroncaron con los Caulelles, Fuster, Burgues y Santacilia, y heredaron sus vínculos, y así en el xviii formaron parte del pacto de las Nueve Casas. Juan Fuster de Salas fue Gentilhombre de cámara del rey y concejal perpetuo de Palma a partir de 1718, y murió en 1751. Su hermano y heredero, Antonio Fuster de Salas (Palma 1690-1764) fue coronel del Regimiento de Milicias Provinciales. Pero por falta de descendencia en José Fuster de Salas y Boixadors, sucedieron a la familia por matrimonio con sus hermanas:
- Pedro de Veri y Fuster Salas, por el matrimonio entre Bárbara Fuster de Salas y Boixadors con Tomas de Veri y Togores.
- los marqueses de la Romana por el matrimonio (1801) entre Dionisia Fuster de Salas y Boixadors, con Pedro Caro y Sureda.[3]